# Даждь (рок-группа)
Рок-группа «Даждь» существовала в 1994—1997 годах и записала два альбома — «Явь» (1994) и «Росстань» (1997). Солист, автор и исполнитель песен — Дмитрий Студёный (псевдоним). В 2006 группа «Даждь» некоторое время выступала в составе обычного рок-квартета, затем как дуэт Студёного с гитаристом Кириллом Мурышевым. В октябре 2006 вышел альбом «Кириллица».
Первый концерт состоялся 10 июля 1994 года в помещении театра-студии «СВ» ДК МАИ, впоследствии Студеный организовал в студии концерт группы Автоматические удовлетворители, поклонники которой повредили зал и «Даждь» был изгнан из студии «СВ». Группа выступала в клубе «Факел».
Алексей Караковский утверждает, что группа была названа в честь Даждьбога. Студеный интересовался язычеством и псевдославянством, а затем резко сменил ориентацию на православие. Дмитрий Студеный прославился своей организационной деятельностью и много сделал для молодых музыкантов, но его личное творчество, по мнению Караковского, — «занудство».
Музыкальная газета характеризует стилистику группы как акустический фолк, по стилю напоминает Калинов мост, но отмечает что музыканты экспирементировали со стилями композиций в диапазоне от арт-рока до шансона. Газета выделяет композиции «Луна» (шансон под гармошку) и «Зело весело».
Музыкальный критик Геннадий Шостак оценил последний альбом «Кириллица» как самый неудачный в творчестве группы.
С 1998 прошла серия фестивалей, вокруг которых сформировалось содружество «Даждь».